# Chrysovirus
A Chrysovirus a vírusok egyik neme, a Chrysoviridae család egyetlen genusa. Az ide tartozó fajok gombákat (és talán növényeket), köztük a penicillint termelő Penicillium chrysogenum penészgombát fertőzi meg, ennek a gombafajnak latin nevéről kapta elnevezését is.

## Jellemzése
A penicillintermelő penészgombákat támadó vírusokra az 1960-as évek végén, 1970-es évek elején figyeltek fel. A chrysovírusokat sokáig a Partitiviridae családba sorolták, csak a genetikai analízisük fedte fel, hogy túlságosan különböznek tőlük és létrehozták számukra a Chrysoviridae családot.
Kis, 35-40 nm átmérőjű, lipidburok nélküli, ikozaéder formájú vírusok. A kapszidot 12 db (öt fehérjéből álló) pentamer, vagyis összesen 60 proteinmolekula alkotja. Genomjuk lineáris, kettős szálú RNS és négy különálló szegmensből áll: mindegyik szegmens egy gént tartalmaz. A szegmensek a következőek:
- RNS1 (kb. 3.6 ezer bázis), egy 125-130 kilodaltonos RNS-polimerázt kódol
- RNS2 (3,1-3,2 ezer bázis), a 100-110 kDa súlyú burokfehérjét kódolja
- RNS3 (kb. 3,0 ezer bázis) 90-102 kDa-s, ismeretlen funkciójú fehérjét kódol
- RNS4 (2,8-2,9 ezer bázis) 80-100 kDa-s fehérjét kódol (talán a burok felépítésében van szerepe)

A szegmensek külön-külön kapszidban foglalnak helyet, így elvileg legalább négy külön fertőzés szükséges ahhoz, hogy a vírus szaporodni tudjon a gazdasejtben. A gyakorlatban nem sikerült megfigyelni kívülről történő fertőzést, a vírus vagy vertikálisan (sejtosztódás vagy spóra) vagy horizontálisan (a gombafonalak összeolvadásával, anasztomózisával) terjed.
A nembe tartozó fajok gazdaszervezetei elsősorban gombák: penészgombák (Penicillium chrysogenum), kalapos gombák (mint a termesztett kétspórás csiperke) vagy olyan növénypatogének, mint a Verticillium dahliae, Magnaporthe oryzae vagy Helminthosporium victoriae. Növényekből - például retekből - is izoláltak már chrysovírust, ahol szövettani festéssel nem találták gombafertőzés nyomát.  